# Perley (Minnesota)
Perley es una ciudad ubicada en el condado de Norman en el estado estadounidense de Minnesota. En el Censo de 2010 tenía una población de 92 habitantes y una densidad poblacional de 149,88 personas por km².

## Geografía
Perley se encuentra ubicada en las coordenadas 47°10′34″N 96°48′6″O / 47.17611, -96.80167. Según la Oficina del Censo de los Estados Unidos, Perley tiene una superficie total de 0.61 km², de la cual 0.61 km² corresponden a tierra firme y (0%) 0 km² es agua.

## Demografía
Según el censo de 2010, había 92 personas residiendo en Perley. La densidad de población era de 149,88 hab./km². De los 92 habitantes, Perley estaba compuesto por el 93.48% blancos, el 0% eran afroamericanos, el 1.09% eran amerindios, el 0% eran asiáticos, el 0% eran isleños del Pacífico, el 3.26% eran de otras razas y el 2.17% pertenecían a dos o más razas. Del total de la población el 7.61% eran hispanos o latinos de cualquier raza.